# Alexis Soto
Alexis Soto (Avellaneda, Argentina, 20 de octubre de 1993) es un futbolista argentino que se desempeña como lateral izquierdo  y su club actual es Defensa y Justicia de la Liga Profesional de Fútbol Argentino.

## Trayectoria

### Inicios
Debutó en el Club Sportivo Dock Sud donde jugó 51 partidos y convirtió 1 gol. 
Luego en el 2014 pasó por Estudiantes de la Plata donde solo jugó en la reserva. 
Después en el 2015 jugaría en la reserva del Club Atlético Banfield.

### Banfield
El sábado 7 de noviembre debuta en Banfield como titular en la victoria por 2-1 ante Olimpo por la fecha 30, luego jugaría los 3 partidos de la liguilla Pre-Sudamericana.
En el torneo 2016 tendría buenas actuaciones en el final del ciclo de Vivas. En la fecha 10 del torneo sería la peor tarde para el juvenil porque tendría un gran error en el primer gol de Lanús y llegaría a la quinta amarilla perdiéndose el próximo partido, su rendimiento fue bajando al correr de las fechas al igual que el resto del equipo terminando con una mediocre suma de puntos. 
Al término del torneo, fue citado a los Juegos Olímpicos 2016 con la Selección Argentina.
Marcó su primer gol en el club en la Copa Sudamericana 2016 frente a San Lorenzo, en la derrota por 4-1.
Racing Club
En agosto del 2017 es trasladado al club de Avellaneda, quien compra el 100% del pase, a cambio de 1.600.000 dólares. Firmando contrato por 4 años, hasta diciembre de 2021.

## Selección nacional

### Selección Olímpica
Fue convocado por Julio Olarticoechea para disputar los Juegos Olímpicos de Río de Janeiro 2016. Disputó todos los encuentros que la selección jugó, quedando eliminada en fase de grupos.

### Participaciones en Juegos Olímpicos
| JJ.OO.                | Sede           | Resultado     | Partidos | Goles |
| --------------------- | -------------- | ------------- | -------- | ----- |
| Juegos Olímpicos 2016 | Río de Janeiro | Primera ronda | 3        | 0     |

## Clubes
Actualizado al 15 de marzo de 2020.
| Club                    | País      | Año       | Partidos | Goles |
| ----------------------- | --------- | --------- | -------- | ----- |
| Dock Sud                | Argentina | 2012-2013 | 51       | 1     |
| Estudiantes de La Plata | Argentina | 2014      | 0        | 0     |
| Banfield                | Argentina | 2015-2017 | 46       | 1     |
| Racing Club             | Argentina | 2017-2021 | 60       | 0     |
| Defensa y Justicia      | Argentina | 2021-Act. | 91       | 1     |

## Palmarés

### Campeonatos nacionales
| Título              | Club        | País      | Año     |
| ------------------- | ----------- | --------- | ------- |
| Primera División    | Racing Club | Argentina | 2018/19 |
| Trofeo de Campeones | Racing Club | Argentina | 2019    |